# Teluk Dalam
Teluk Dalam (indonez. Kecamatan Teluk Dalam) – kecamatan w kabupatenie Simeulue w okręgu specjalnym Aceh w Indonezji.
Kecamatan ten znajduje się w środkowej części wyspy Simeulue, obejmując także mniejsze wyspy w jej pobliżu, w tym Pulau Balu i Pulau Pinang. Graniczy z kecamatanami: od zachodu z Simeulue Barat, od południowego zachodu i południa z Simeulue Tengah, od południa z Teupah Barat, a od wschodu z Simeulue Timur.
W 2010 roku kecamatan ten zamieszkiwało 4 914 osób, z których wszystkie stanowiły ludność wiejską. Mężczyzn było 2 570, a kobiet 2 344. Wszystkie osoby wyznawały islam.
Znajdują się tutaj miejscowości: Babussalam, Bulu Hadik, Gunung Putih, Kuala Bakti, Kuala Baru, Luan Balu, Lugu Sek Bahak, Muara Aman, Sambay, Tanjung Raya.